# J. J. C. Smart
John Jamieson Carswell "Jack" Smart AC (Cambridge, 16 de setembro de 1920 — Melbourne, 6 de outubro de 2012) foi um filósofo, professor acadêmico e autor inglês. Nasceu numa família de acadêmicos: seu pai era professor universitário de Astronomia na Universidade de Cambridge e seus dois irmãos mais novos vieram a se tornar professores, também de nível superior, de História da arte e Estudos religiosos. Graduou-se na Universidade de Glasgow, assim como seu pai, e depois adquiriu título de bacharel em Filosofia pela Universidade de Oxford. Foi um dos primeiros proponentes da Teoria da identidade mente-cérebro. Mudou-se para a Austrália em 1950 quando aceitou um emprego na Universidade de Adelaide e acabou passando a maior parte de sua vida nesse país, voltando à Inglaterra em algumas ocasiões, como quando foi eleito membro honorário da Corpus Christi College, faculdade constituinte da Universidade de Oxford, em 1991, e membro honorário da Queen's College, também de Oxford, em 2010. Após sua aposentadoria, recebeu o título de professor emérito da Universidade Monash, em Melbourne, cidade onde veio a falecer. Criado como episcopal, Smart abandonou a fé e se considerava um "ateu relutante".

## Obras
Smart foi um prolífico autor. Algumas de suas obras foram:
- Extreme and Restricted Utilitarianism, The Philosophical Quarterly, outubro de 1956, pp 344–354.
- An Outline of a System of Utilitarian Ethics, 1961.
- Philosophy and Scientific Realism, 1963.
- Problems of Space and Time, 1964 (editado, com introdução).
- Between Science and Philosophy: An Introduction to the Philosophy of Science, 1968.
- Utilitarianism: For and Against (coescrito com Bernard Williams; 1973)
- Ethics, Persuasion and Truth, 1984.
- Essays Metaphysical and Moral, 1987.
- Atheism and Theism (Great Debates in Philosophy) (inclui contribuições de J.J. Haldane; 1996)